# Isolepis stellata
Isolepis stellata är en halvgräsart som först beskrevs av Charles Baron Clarke, och fick sitt nu gällande namn av Karen Louise Wilson. Isolepis stellata ingår i släktet borstsävssläktet, och familjen halvgräs. Inga underarter finns listade i Catalogue of Life.